# Alfred Bjørlo

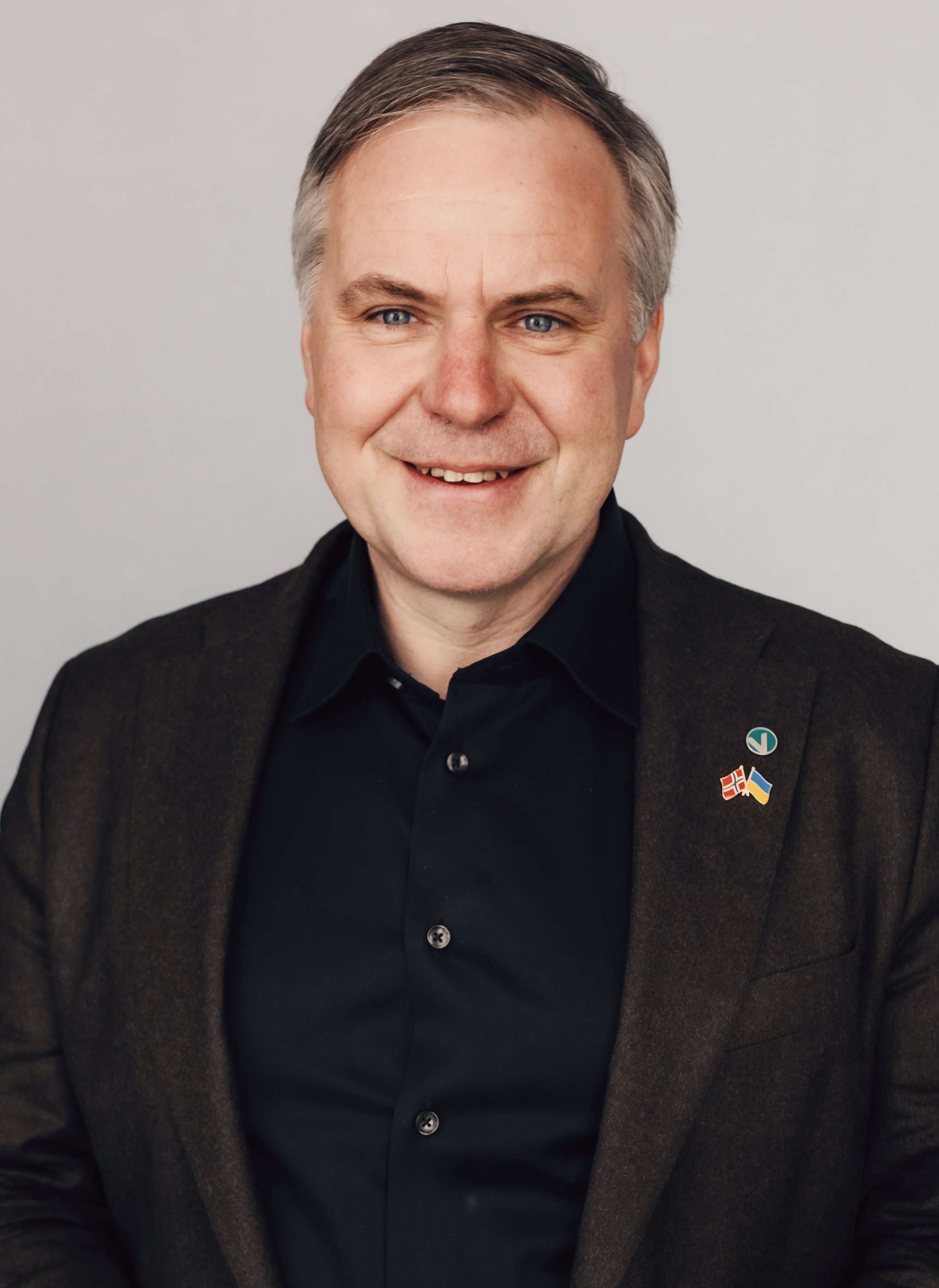
Alfred Bjørlo, 2025

Alfred Jens Bjørlo (* 17. Dezember 1972 in Eid) ist ein norwegischer Politiker der sozialliberalen Venstre. Seit 2021 ist er Abgeordneter im Storting.

## Leben
Bjørlo stammt aus der Ortschaft Bjørlo in der Kommune Stad. Er studierte Biologie an der Universität Bergen. Zum 1. Januar 1999 begann Bjørlo als politischer Referent für Lars Sponheim im Wirtschafts- und Handelsministerium zu arbeiten. In dieser Position blieb er bis zum Abtritt der Regierung Bondevik I am 17. März 2000. In der Regierung Bondevik II war er von Oktober 2001 bis April 2004 für Ministerin Torild Skogsholm im Verkehrsministerium erneut als politischer Referent tätig. Des Weiteren arbeitete er als Berater für die Venstre-Fraktion im norwegischen Nationalparlament Storting und in der freien Wirtschaft unter anderem in der PR-Branche.

### Bürgermeister
Im Jahr 2011 wurde Bjørlo erstmals zum Bürgermeister der damaligen Kommune Eid gewählt. Zudem wurde er Abgeordneter im Fylkesting des damaligen Fylkes Sogn og Fjordane. Bjørlo entwickelte sich mit der Zeit zu einem bekannten Lokalpolitiker. Im April 2014 wählte ihn die Partei in ihren Parteivorstand. Mediale Aufmerksamkeit erhielt er auch, nachdem 2019 bekannt geworden war, dass die damalige Parteivorsitzende Trine Skei Grande ihn in einem internen Treffen als „Distriktspsychopathen“ bezeichnet hatte.
Bei der Kommunalwahl im Herbst 2019 trat Bjørlo als Bürgermeisterkandidat für die Kommune Stad an, die zum 1. Januar 2020 durch eine Zusammenlegung Eids mit Selje und einem Teil von Vågsøy entstand. Er erzielte dort mit seiner Partei ein Wahlergebnis von 36,2 % und wurde Bürgermeister der neuen Gemeinde. Zugleich wurde er in das Fylkesting des neuen Fylkes Vestland gewählt. Dabei hatte er auf dem vierten Platz der Venstre-Liste kandidiert, mit 1611 Personenstimmen erhielt er aber schließlich die meisten Stimmen seiner Parteiliste.
Im Dezember 2019 wurde er von der Zeitung Kommunal Rapport, die ihren Schwerpunkt auf lokalpolitischen Themen hat, zum „Kommunalprofil des Jahres“ gewählt. In der Begründung der Jury hieß es, dass er sich national als „kritischer und optimistischer Sprecher für die Distrikte“ hervorgetan habe.

### Stortingsabgeordneter
Er zog bei der Parlamentswahl 2021 erstmals in das Storting ein. Dort vertritt er den Wahlkreis Sogn og Fjordane. Bjørlo wurde Mitglied im Wirtschaftsausschuss.